# Кошаркашка репрезентација Аустрије
Кошаркашка репрезентација Аустрије представља Аустрију на међународним кошаркашким такмичењима.

## Учешћа на међународним такмичењима

### Олимпијске игре
Није учествовала

### Светска првенства
Није учествовала

### Европска првенства
| Година         | Турнир                | Пласман               | ИГ                    | П                     | И                     | ДК                    | ПК                    | Разл.                 |
| -------------- | --------------------- | --------------------- | --------------------- | --------------------- | --------------------- | --------------------- | --------------------- | --------------------- |
| 1935. до 1946. | Није се квалификовала | Није се квалификовала | Није се квалификовала | Није се квалификовала | Није се квалификовала | Није се квалификовала | Није се квалификовала | Није се квалификовала |
| 1947.          | Први круг             | 12. место             | 5                     | 1                     | 4                     | 119                   | 306                   | -187                  |
| 1949.          | Није се квалификовала | Није се квалификовала | Није се квалификовала | Није се квалификовала | Није се квалификовала | Није се квалификовала | Није се квалификовала | Није се квалификовала |
| 1951.          | Први круг             | 11. место             | 9                     | 5                     | 4                     | 309                   | 395                   | -86                   |
| 1953.          | Није се квалификовала | Није се квалификовала | Није се квалификовала | Није се квалификовала | Није се квалификовала | Није се квалификовала | Није се квалификовала | Није се квалификовала |
| 1955.          | Први круг             | 13. место             | 10                    | 5                     | 5                     | 568                   | 567                   | +1                    |
| 1957.          | Први круг             | 14. место             | 10                    | 2                     | 8                     | 475                   | 613                   | -138                  |
| 1959.          | Први круг             | 16. место             | 7                     | 1                     | 6                     | 334                   | 478                   | -144                  |
| 1961. до 1975. | Није се квалификовала | Није се квалификовала | Није се квалификовала | Није се квалификовала | Није се квалификовала | Није се квалификовала | Није се квалификовала | Није се квалификовала |
| 1977.          | Први круг             | 12. место             | 7                     | 0                     | 7                     | 539                   | 644                   | -105                  |
| 1979. до 2015. | Није се квалификовала | Није се квалификовала | Није се квалификовала | Није се квалификовала | Није се квалификовала | Није се квалификовала | Није се квалификовала | Није се квалификовала |
| Укупно         | 6/38                  |                       | 48                    | 14                    | 34                    | 2344                  | 3003                  | -659                  |